# Разин, Николай Васильевич

Н. Разин с супругой Зинаидой Алексеевной (женились в 1929 году)

Никола́й Васи́льевич Ра́зин (1904—1983) — советский гидротехник, член-корреспондент АН СССР (1968). Герой Социалистического Труда (1958). Член ВКП(б) с 1951 года.

## Биография
Родился 26 апреля (9 мая) 1904 года в деревне Верхняя Гора (ныне Кирилловский район, Вологодская область). Отец Николая, Василий Фирсович Разин, был мастером-гармошечником. Николай окончил среднюю школу, поступил в 1921 году в Вологодский институт народного образования, а год спустя перешёл в Ленинградский политехнический институт, который окончил в 1928 году.
Ещё во время учёбы Разин принимал участие в проектировании плотин, поскольку специализированных государственных проектных организаций в СССР тогда не существовало. После окончания института в марте 1928 года был назначен на должность главного инженера бюро Камско-Печорского водного пути, участвовал в разработках и экспертизе проектов по проблемам Большой Волги, Большого Днепра, Волго-Дона, в работе сессий Академии наук СССР по проблемам Волго-Каспия и Алтая.
В апреле 1929 года Николай Разин женился на Зинаиде Алексеевне, у них родилось трое детей — Екатерина (1930), Владимир (1935) и Ольга (1940).
В конце 1930-х годов Разин был назначен главным инженером строительства Мстинской ГЭС. После начала Великой Отечественной войны он поступил в распоряжение НКО СССР, занимался строительством оборонительных сооружений под Москвой, на Воронежском, Сталинградским и Брянским фронтах. В 1943 году был отозван с фронта в КБ С. Я. Жука, по программе укрепления тыла планировалось срочное строительство ГЭС на Урале.
В 1949 году был назначен главным инженером строительства Цимлянской ГЭС, затем — главным инженером ПСМО «Куйбышевгидрострой» на строительстве крупнейшей ГЭС в мире — Куйбышевской. Занимал один кабинет с начальником строительства Иваном Васильевичем Комзиным, ежедневно они объезжали огромную территорию, контролируя строительство, работая по 12—15 часов в сутки. Разин смело применял при строительстве технические новшества, глубоко вникал в производственные вопросы. Быстро ориентировался в обстановке и принимал решения в критической ситуации. Так при прорыве перемычки, грозившей затоплением всего строительства, он взял руководство на себя, отправив 150 машин для подвоза камня, не менее 100 машин — для подвоза глины. Катастрофы удалось избежать и через сутки прорыв был устранён. Иван Комзин так описывал работу Николая Разина:
«Чтобы не засиживаться на долгих кабинетных совещаниях, мы с Разиным почти ежедневно проводили своего рода „шагающие совещания“, и чаще всего на правом берегу… Встречали нас „хозяева берега“ А. П. Александров и К. И. Смирнов. Перед тем как наведаться к своим коллегам, мы запасались диспетчерскими сводками об укладке бетона за минувшие сутки… Александров обращался к Николаю Васильевичу: „А обещанные автокраны вчера так и не пришли“. Разин мрачнел. Сказать, что исполнители подвели? Нет, ни в коем случае. Ведь обещал он, главный инженер. Н. В. с досадой прятал в карман записную книжку. Я знал, что в ней были перечислены критические замечания в адрес строителей правого берега. Но было ясно, пока строители не получат обещанного, Разин не воспользуется этими записями. Такое уж у него было заведено правило».
Под руководством Разина проводились научно-технические конференции строителей с участием ведущих инженеров проектных организаций, работников научно-исследовательских институтов. По его предложению издавались ежемесячные и ежеквартальные обзоры по качеству работ, в которых также указывались мероприятия по его повышению.
С 1959 года работал главным инженером Главгидроэнергостроя, а с 1962 года — главным инженером института «Гидропроект» им. С. Я. Жука. Проектировал сооружения Красноярской, Нурекской, Токтогульской, Ингурской и других ГЭС.
Умер 31 июля 1983 года. Похоронен в Москве на Кунцевском кладбище.

## Награды и премии
- Сталинская премия второй степени (1952) — за осуществление скоростного намыва земляной плотины Цимлянского гидроузла
- заслуженный строитель РСФСР (1964)
- Герой Социалистического Труда (1958)
- два ордена Ленина
- медали